# Aalhofbunker

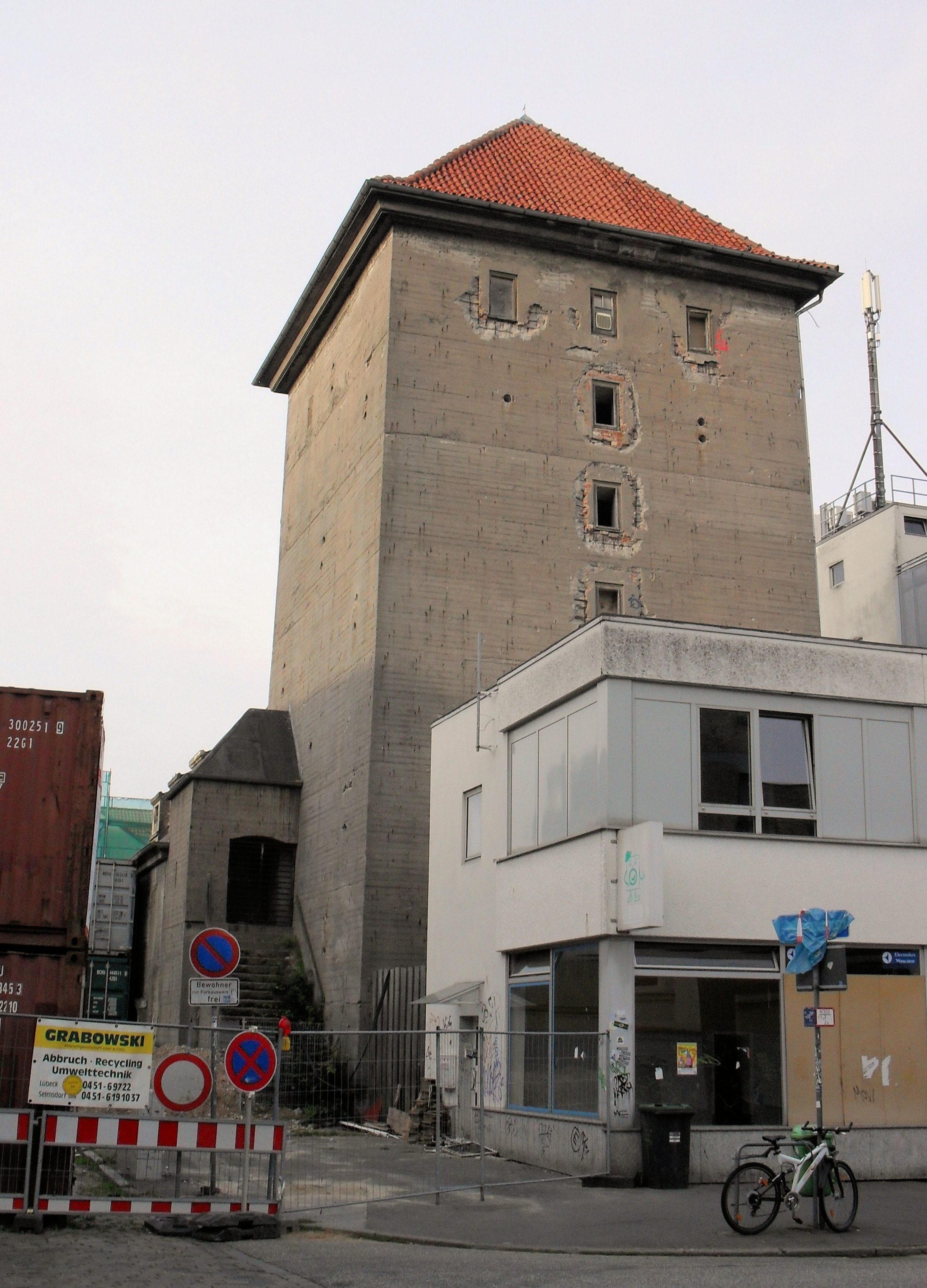
Aalhofbunker vor dem Abriss 2010

Der Aalhofbunker wurde als Luftschutzgebäude Aalhof am Rand der Lübecker Altstadt Ecke Hüxterdamm/An der Mauer errichtet.

## Gebäude
Er gehörte zu den insgesamt 20 Hochbunkern, die unter Oberbaurat Otto Hespeler, dem Leiter der Abteilung Luftschutzbau, erbaut wurden. Achtgeschossig mit Zeltdach und Laterne und mit niedrigem Satteldachanbau und hölzerner Treppe war er von dem Architekten Alfred Redelsdorff. Er wurde auf freiem Grundstück mit einer Geschossfläche von 700 m2 errichtet. Es war eine Verklinkerung des Baukörpers vorgesehen, die nicht mehr ausgeführt wurde. Beim späteren neuen Eindecken des Turmdaches wurde die Dachlaterne geopfert. 

## Stadtgestalt
Der Aalhofbunker hat seinen Namen nach der ehemaligen Brauerwasserkunst im Aalhof am Hüxterdamm erhalten. Er gehörte zu denen, die sich in Form und Größe dem Stadtbild und ihrer Umgebung anpassten, weil durch Aufnahme des historischen Vorbilds der alten Wasserkunst die Erinnerung an ein vergangenes Bauwerk wachgehalten werden sollte. Diese Gedanken fand man in der Stadt auch beim Mühlentorbunker, dem Bunker Blauer Turm Ecke Engelsgrube und dem Bunker Altreinfeld an der Obertrave zum Beispiel wieder. 

## Geschichte
Der Luftschutzbunker entstand 1940/1941. Nach Kriegsende erfolgte die Entmilitarisierung. Ob eine totale Sprengung gefordert war, um die Schutzfunktion vor Luftangriffen zu zerstören, ist unbestimmt. In einer Stellungnahme der Stadt, in der Bedenken geäußert wurden, dass das Weitertragen der Sprengungserschütterungen zu einer weiteren Zerstörung der Altstadt führen würde, wurden die bereits vorangetriebenen Sprengungen von Fensteröffnungen anerkannt, die zudem eine zivile Nutzung möglich machten. Eine besondere Gefahr sah man in der Sprengung des Bunkers am Marienkrankenhaus nahe dem Dom, weswegen man bei ihm die Pionierarbeit der Sprengung von Öffnungen vorgenommen hatte. Nach Anerkennung der Art der Entfestigung wurde sie auch beim Aalhofbunker gefordert und dort Öffnungen gesprengt.
Im Zuge des Kalten Krieges wurden bis 1989 wieder Bunker zu LS-Gebäuden hergerichtet, der Aalhofbunker gehört nicht dazu. Er wurde von der Stadt als Aktenarchiv genutzt. Eine 2003 erstellte Planung zur subkulturellen Nutzung scheiterte in der Umsetzung. 2010 erfolgt der Abbruch mit der Betonschere, nachdem im Inneren die Wanddicken auf ein technisch greifbares Maß gesprengt wurden. Unter anderem um ganz sicher vor weiteren Zerstörungen durch Erschütterungen im Umfeld zu sein, wurden Auswirkungen in einer Probesprengung getestet. Die Beseitigung des Bunkers war Teil einer geplanten Stadterneuerungsmaßnahme.